# 吉田健一郎
吉田 健一郎（よしだ けんいちろう、1913年 - 1991年）は、日本の外交官。外務省賠償部長、駐ハンガリー特命全権大使、駐シンガポール特命全権大使、駐ニュージーランド特命全権大使。

## 人物・経歴
愛媛県出身。1933年第一高等学校文科甲類卒業。1936年東京帝国大学法学部政治学科卒業、外務省入省。1948年連絡調整中央事務局第一部連絡課長。1949年連絡調整中央事務局第一部総務課長。同年外務省政務局情報部文化課長。1952年在ロスアンゼルス日本政府在外事務所所長。1952年在ロサンゼルス日本国総領事館総領事。同年外務省情報文化局第一課長。外務省情報文化局外務参事官を経て、1957年外務省アジア局賠償部調整課長。同年外務省アジア局賠償部長。1959年外務省アメリカ局外務参事官。同年在オーストラリア日本国大使館参事官。1962年外務省大臣官房審議官。同年特命全権公使ハンガリー国駐箚。1964年特命全権大使ハンガリー国駐箚。1967年特命全権大使シンガポール国駐箚。1969年特命全権大使ニュー・ジーランド国駐箚。1983年勲二等旭日重光章受章。1991年叙正三位。

## 家族
父は岐阜県知事や四日市市長などを務めた内務官僚の吉田勝太郎。妻の貞子は日興證券の創業者の遠山元一の長女。